# Retevirgula tubulata
Retevirgula tubulata is een mosdiertjessoort uit de familie van de Ellisinidae. De wetenschappelijke naam van de soort is, als Valdemunitella tubulata, voor het eerst geldig gepubliceerd in 1930 door Hastings.